# Mushussu
Mushussu este un animal mitologic din Mesopotamia. Reprezentat pe poarta zeiței Iștar din Babilon, Mushussu (căruia i se mai spune și Sirrush), era cunoscut drept gardian și însoțitor al zeilor. Aceasta este una dintre rasele cele mai vechi și este cea mai loială dintre toate. Mai asemănător cu un cal mic decât cu un dragon convențional, această creatură grațioasă cu picioare lungi este una dintre preferatele crescătorilor de dragoni.

## Descriere
Mushussu este alcătuit dintr-un amestec de mai multe animale. Are limba despicată a unui șarpe, iar gâtul și coada îi sunt tot de șarpe. Corpul alungit este acoperit cu solzi. Din creștet i se înalță două coarne răsucite și un triplu pliu al pielii îi acoperă gâtul. Labele din față sunt de leu, iar cele din spate au pinteni de vultur.

## Origine
Strămoșul modernului Mushussu era însoțitorul multor zei babilonieni și era animalul sacru al zeului Marduk, cel care a înjunghiat marele dragon-femelă Tiamat și a creat din trupul ei paradisul și pământul. Când Nabucodonosor al II-lea și-a construit palatul în onoarea lui Marduk, el l-a pictat pe marea poartă Iștar și de-a lungul Căii Sacre pe Mushussu alături de obișnuiții lei și tauri. Faimoasele grădini suspendate din Babilon au fost una dintre cele șapte minuni ale lumii antice. După ce orașul a fost cucerit și a fost acoperit de nisipurile deșertului, Mushussu a fost uitat pentru două mii de ani, până când o expediție arheologică germană a scos din nou orașul la lumină. Pe pereții săi reconstruiți silueta lui Mushussu a apărut din nou triumfătoare. De atunci, rasa a evoluat din puținele exemplare care supraviețuiseră.

## Caracteristici
Mushussu este un însoțitor credincios, un bun paznic și priceput cu copiii. Datorită descendenței lui divine și a comportării maiestuoase, iese adesea câștigător în concursurile pentru dragoni.

## Înrudiri
Unii criptozoologi îl identifică cu mokele-mbembe, un saurian care a supraviețuit până în zilele noastre.

## Alte date

### Localizare geografică
Se găsește în Irak.

### Oul
Este de culoare verzuie și acoperit cu solzi.

### Textura pielii
Formată din solzi mici verzui și aurii.

### Statură/dimensiuni
Este de mărimea unui vițel.